# Wybory parlamentarne w Japonii w 1993 roku
Wybory parlamentarne w Japonii w 1993 roku Przedterminowe wybory do Izby Reprezentantów (izby niższej japońskiego parlamentu zostały przeprowadzone 18 lipca 1993. Wybory wygrała Partia Liberalno-Demokratyczna  zdobywając 36.62% głosów co dało partii 223 z 512 mandatów. Drugie miejsce zajęła Partia Socjalistyczna, zdobywając 15.43% głosów.

## Wyniki
| Partia                                          | Liczba głosów | Wynik % | Liczba mandatów |  |
| ----------------------------------------------- | ------------- | ------- | --------------- |  |
| Partia Liberalno-Demokratyczna                  | 22,999,646    | 36.62%  | 223             |  |
| Partia Socjalistyczna                           | 9,687,588     | 15.43%  | 70              |  |
| Shinseitō                                       | 6,341,364     | 10.10%  | 55              |  |
| Nowa Partia Japonii                             | 5,053,981     | 8.05%   | 35              |  |
| Zjednoczona Partia Socjalistyczno-Demokratyczna | 2,205,682     | 3.51%   | 15              |  |
| Japońska Partia Komunistyczna                   | 4,834,587     | 7,70%   | 15              |  |
| Nowa Partia Sakigake                            | 1,658,097     | 2.64%   | 13              |  |
| Zjednoczona Partia Socjalistyczno-Demokratyczna | 461,169       | 0,73%   | 4               |  |
| Niezależni                                      | 4,304,188     | 6.85%   | 30              |  |
| Suma                                            | 55,393,302    | 100.0   | 512             |  |